# دیوید کول (بازیکن فوتبال)
دیوید کول (انگلیسی: David Cole; ۲۸ سپتامبر ۱۹۶۲ – ) بازیکن فوتبال اهل بریتانیا بود.
از باشگاه‌هایی که در آن بازی کرده‌است می‌توان به باشگاه فوتبال روچدیل اشاره کرد.